# Damascenona
Las damascenonas son una serie de compuestos químicos que se encuentran en una gran variedad de aceites esenciales. La β-damascenona contribuye de manera importante al aroma de las rosas a concentraciones muy bajas, y es una sustancia química fragante utilizada en perfumería. Se han identificado en uvas (Vitis) 
, duraznos (Prunus) y tomates (Solanum lycopersicum), entre otros.
Las damascenonas son derivados de la degradación de los carotenoides.